# Vizconde Hereford

Blasón del 18° vizconde.

El vizcondado Hereford es un título aristocrático inglés, otorgado a la familia Devereux desde 1550.
El vizconde actual es Robin Devereux, quién recibió este título cuando murió su padre, el 18° vizconde, en 2004. Es director de Bonhams.
Los vizcondes Hereford solían tener el título de conde de Essex. Históricamente fueron una de los principales familias aristocráticas en Inglaterra.
Don Ricardo Wall y Devereux descendió de las cadetes establecidas en Irlanda.